# Drlače
Drlače (en serbe cyrillique : Дрлаче) est un village de Serbie situé dans la municipalité de Ljubovija, district de Mačva. Au recensement de 2011, il comptait 310 habitants.

## Démographie

### Évolution historique de la population
| 1948  | 1953  | 1961  | 1971 | 1981 | 1991 | 2002 | 2011 |
| ----- | ----- | ----- | ---- | ---- | ---- | ---- | ---- |
| 1 380 | 1 413 | 1 312 | 960  | 746  | 530  | 430  | 310  |

|  |